# Pleurothallis calogramma
Pleurothallis calogramma är en orkidéart som beskrevs av Carlyle August Luer. Pleurothallis calogramma ingår i släktet Pleurothallis och familjen orkidéer. Inga underarter finns listade i Catalogue of Life.